# Episodi de La strana coppia (quinta stagione)
La quinta stagione della serie televisiva La strana coppia è stata trasmessa in anteprima negli Stati Uniti d'America dalla ABC tra il 12 settembre 1974 e il 7 marzo 1975.
| nº | Titolo originale             | Titolo italiano | Prima TV USA      | Prima TV Italia |
| -- | ---------------------------- | --------------- | ----------------- | --------------- |
| 1  | The Rain in Spain            |                 | 12 settembre 1974 |                 |
| 2  | To Bowl or Not to Bowl       |                 | 19 settembre 1974 |                 |
| 3  | The Frog                     |                 | 26 settembre 1974 |                 |
| 4  | The Hollywood Story          |                 | 3 ottobre 1974    |                 |
| 5  | The Dog Story                |                 | 10 ottobre 1974   |                 |
| 6  | Strike Up the Band or Else   |                 | 17 ottobre 1974   |                 |
| 7  | The Odd Candidate            |                 | 24 ottobre 1974   |                 |
| 8  | The Subway Story             |                 | 31 ottobre 1974   |                 |
| 9  | The Paul Williams Story      |                 | 7 novembre 1974   |                 |
| 10 | Our Fathers                  |                 | 21 novembre 1974  |                 |
| 11 | The Big Broadcast            |                 | 28 novembre 1974  |                 |
| 12 | Oscar in Love                |                 | 12 dicembre 1974  |                 |
| 13 | The Bigger They Are          |                 | 14 dicembre 1974  |                 |
| 14 | Two on the Aisle             |                 | 19 dicembre 1974  |                 |
| 15 | Your Mother Wears Army Boots |                 | 16 gennaio 1975   |                 |
| 16 | Felix the Horse Player       |                 | 23 gennaio 1975   |                 |
| 17 | The Rent Strike              |                 | 31 gennaio 1975   |                 |
| 18 | Two Men on a Hoarse          |                 | 7 febbraio 1975   |                 |
| 19 | The Roy Clark Show           |                 | 14 febbraio 1975  |                 |
| 20 | Old Flames Never Die         |                 | 21 febbraio 1975  |                 |
| 21 | Laugh Clown, Laugh           |                 | 28 febbraio 1975  |                 |
| 22 | Felix Remarries              |                 | 7 marzo 1975      |                 |